# Billy Porter
Billy Porter (Pittsburgh, Estados Unidos; 21 de septiembre de 1969) es un artista estadounidense, cantante y actor de teatro de Broadway. Asistió al programa de Teatro Musical en la Escuela de Drama de la Escuela de Artes Creativas y Escénicas de Pittsburgh, se graduó de la Escuela de Drama de la Universidad Carnegie Mellon y alcanzó fama en Broadway antes de comenzar una carrera en solitario como cantante y actor.
Porter ganó el premio a Mejor Actor en un Musical en 2013 por su papel de Lola en Kinky Boots en la 67.ª entrega de los Premios Tony. Por este papel, Porter también ganó el Premio Drama Desk al Mejor Actor en un Musical y el Premio del Círculo de Críticos Externos al Mejor Actor en un Musical. En 2014 Porter ganó el Premio Grammy al Mejor Álbum de Teatro Musical por Kinky Boots. Es protagonista de Pose por la cual fue nominado para un Golden Globe Award y ganó el Premio Primetime Emmy de 2019 por Mejor actor principal en una serie dramática, convirtiéndose en el primer negro abiertamente gay en ser nominado y ganar en cualquier actuación principal categoría en el Primetime Emmys.

## Biografía
Porter nació en Pittsburgh, y es hijo de William E. Porter y Cloerinda Jean Johnson Porter Ford. Su hermana es MaryMartha Ford-Dieng. Después de asistir a la Escuela Intermedia Reizenstein, Porter asistió a la Escuela Secundaria Taylor Allderdice y luego a la Escuela de Artes Escénicas y Creativas de Pittsburgh, donde se graduó en 1987. También asistió a la Facultad de Bellas Artes de la Universidad Carnegie Mellon con un BFA en Drama y obtuvo una certificación del Programa profesional de escritura de guiones en UCLA.
Durante los veranos de 1985-1987, Porter fue miembro de un grupo de entretenimiento llamado «Flash» que actuaba diariamente en Kennywood Park en West Mifflin, Pensilvania.

## Carrera artística

### Como actor
Porter interpretó el papel de Ángel adolescente en el revival de Broadway de Grease! en 1994. Otros espectáculos en los que ha participado incluyen Topdog / Underdog en City Theatre (2004), Jesus Christ Superstar y Dreamgirls en Pittsburgh Civic Light Opera (2004), y los ciclos de canciones Myths and Hymns y Songs for a New World (Fuera de Broadway, 1995).
Porter escribió y actuó en su show autobiográfico, Ghetto Superstar (The Man That I Am) en Joe's Pub en la ciudad de Nueva York en febrero y marzo de 2005. Fue nominado para el «Mejor Teatro de Nueva York: Broadway y Off Broadway Award» en los 17º Premios GLAAD Media.
En septiembre de 2010, Porter apareció como Belice en la producción del vigésimo aniversario de Signature Theatre Company de los Angels in America de Tony Kushner.
Porter originó el papel de «Lola» en Kinky Boots en Broadway en 2013, con canciones de Cyndi Lauper, adaptadas por Harvey Fierstein y dirigida / coreografiada por Jerry Mitchell. Porter ganó el Premio Drama Desk 2013 al Mejor Actor en un Musical y el Premio Tony al Mejor Actor en un Musical por este papel.
Porter también ha aparecido en varias películas. Interpretó un papel importante como Shiniqua, una drag queen que se hace amiga de Angel (David Norona) y Lee (Keivyn McNeill Graves) en Twisted (1997) de Seth Michael Donsky, una adaptación de Oliver Twist. También ha aparecido en The RuPaul Show.
Porter repitió el papel de Lola en Kinky Boots en septiembre de 2017 en Broadway, donde realizó una carrera de 15 semanas.
En 2018, Porter protagonizó la serie de televisión de FX, Pose en el papel de Pray Tell. En 2019, Pose obtuvo su renovación para una tercera temporada después de emitir solo un episodio de la segunda temporada. En agosto de 2018, Porter confirmó a través de Instagram que se uniría al elenco de American Horror Story para su octava temporada, subtitulada Apocalypse. Porter participó en un dúo con su compañera de Pose Dyllon Burnside y cantó en su álbum en un concierto benéfico presentado por Burnside el 23 de julio de 2018, para celebrar el final de la temporada 1 y la recaudación de dinero para GLSEN.
También en 2019, Porter tuvo un cameo en el video musical «You Need to Calm Down» de Taylor Swift que contó con veinte iconos LGBTQ.

### Como músico
Ha tenido una carrera musical con tres álbumes solistas, Billy Porter en DV8 / A&M Records en 1997, At the Corner of Broadway + Soul en 2005 en Sh-K-Boom Records y Billy's Back on Broadway (Concord Music Group) en 2014. Apareció en varias canciones en el álbum tributo It's Only Life: The Songs of John Bucchino en 2006 lanzado en PS Classics. Canta en el álbum de estudio de Adam Guettel, Myths and Hymns, en 1999, en Nonesuch Records. También versionó «Only One Road» que se incluyó en el álbum recopilatorio de la Campaña de Derechos Humanos Love Rocks.
Porter escribió la obra While I Yet Live, que se estrenó Off-Broadway en Primary Stages en septiembre de 2014 en avances, oficialmente el 12 de octubre. Además de Porter, el elenco incluyó a Lillias White y S. Epatha Merkerson.
Porter lanzó Billy Porter Presents the Soul of Richard Rodgers en abril de 2017. El álbum, que presenta nuevas versiones conmovedoras de las canciones clásicas de Richard Rodgers, incluye solos y duetos de los siguientes artistas (además del propio Porter): los ganadores de los premios Tony y Grammy, Cynthia Erivo (The Color Purple), Renée Elise Goldsberry (Hamilton) y Leslie Odom Jr. (Hamilton), la ganadora del premio Tony Patina Miller (Pippin), los ganadores de los premios Grammy Pentatonix e India Arie, los nominados al premio Tony Brandon Victor Dixon (Shuffle Along), Joshua Henry (Violet) y Christopher Jackson (Hamilton), junto a la estrella de YouTube y Kinky Boots, Todrick Hall, y varios nominados a los premios Grammy, Deborah Cox y Ledisi.

### Reconocimientos
En junio de 2019, para conmemorar el 50 aniversario de los disturbios de Stonewall, lo que provocó el inicio del movimiento moderno de derechos LGBTQ, Queerty lo nombró uno de los Pride50 «individuos pioneros que aseguran activamente que la sociedad siga avanzando hacia la igualdad, la aceptación y la dignidad para todas las personas queer». También en junio de 2019 presentó el Premio a la Excelencia en Educación Teatral en el 73 Tonys en Radio City Music Hall, pero obtuvo cobertura mediática por su vestido rojo y rosa de alta costura, reciclado de las cortinas del escenario de <i id=«mw2w»>Kinky Boots</i>, en forma uterina, y su actuación improvisada de «Everything's Coming Up Roses» de Gypsy, para el «Broadway karaoke» de James Corden. En septiembre de 2019, fue nominado para un Premio Globo de Oro y ganó el Premio Primetime Emmy al Mejor Actor Principal en una Serie de Drama por Pose, convirtiéndose en el primer hombre negro abiertamente gay en ser nominado y ganar en cualquier categoría de actuación principal en los Primetime Emmys.

## Ícono de la moda
En los Globos de Oro 2019, Porter llamó la atención por usar un traje bordado y una capa rosa diseñada por Randi Rahm. Continuó levantando expectación ese año cuando llevó una chaqueta de esmoquin entallada y un vestido de terciopelo de Christian Siriano conjuntado con unas botas de tacoón de 6 pulgadas de Rick Owens en la 91 ediciónde los Premios Óscar. En febrero de 2019, fue Embajador Oficial de CFDA para NYFW: Mens. Porter asistió a la Gala Met de 2019 cuyo tema fue Camp: Notes on Fashion al ser llevado en una litera por seis hombres sin camisa mientras lucía un conjunto de «Dios del Sol». El atuendo fue diseñado por The Blonds, e incluía un traje de gato con joyas equipado con alas de 10 pies, un tocado de oro de 24 quilates, así como zapatos personalizados Giuseppe Zanotti con hoja de oro y joyas finas de Andreoli, John Hardy y Oscar Heyman.

## Vida personal
Porter es abiertamente gay. Porter y Adam Smith se casaron el 14 de enero de 2017.
En una entrevista a The Hollywood Reporter del 19 de mayo de 2021, Porter reveló que es VIH positivo desde hace 14 años.

## Discografía

### Álbumes
- 1997: Billy Porter (DV8/A&M Records)[43]
- 2005: At the Corner of Broadway + Soul (Sh-K-Boom Records)[44][43]
- 2014: Billy's Back on Broadway (Concord Music Group)[45]
- 2017: Billy Porter Presents the Soul of Richard Rodgers[32]

### Sencillos
- 1997: «Show Me»/«What Iz Time»
- 2005: «Awaiting You»/«Time» (en vivo) (Sh-K-Boom Records)
- 2017: «Edelweiss»
- 2019: «Love Yourself»
- 2021: «Children»

### Otras canciones
- «Only One Road» en el álbum recopilatorio de Love Rocks
- «Love Is on the Way» en el álbum de The First Wives Club
- «Destiny» con Jordan Hill en el álbum Greatest Hits de Jim Brickman
- «Where Is Love» con Liz Callaway

### Aparece en
- Aparece en varias canciones del álbum tributo It's Only Life: The Songs of John Bucchino[29]
- En el álbum de Adam Guettel Myths and Hymns de 1999[46]
- Aparece con Alan Cumming, David Raleigh y Ari Gold en una versión de «Eso es lo que son los amigos», de «The Friends Project» en apoyo del Ali Forney Center, un refugio de NYC para jóvenes LGBT sin hogar. La canción fue arreglada y producida por Nathan Leigh Jones y dirigida por Michael Akers.[47]

## Conciertos
Porter se ha presentado en varios lugares de la ciudad de Nueva York, incluido el Lincoln Center, que se transmitió por PBS en 2015 y Joe's Pub en la ciudad de Nueva York.

## Filmografía

### Películas
| Año  | Título                                     | Papel                          | Notas               |
| ---- | ------------------------------------------ | ------------------------------ | ------------------- |
| 1996 | Twisted                                    | Siniqua                        | [ 50 ]              |
| 1996 | The First Wives Club                       | Cantante                       |                     |
| 1997 | Anastasia                                  | Conjunto y voces de personajes | Papel de voz        |
| 2000 | Intern                                     | Sebastian Niederfarb           | [ 51 ]              |
| 2000 | The Broken Hearts Club: A Romantic Comedy  | Taylor                         | [ 52 ]              |
| 2004 | Noel                                       | Cachondo                       | [ 53 ]              |
| 2014 | The Humbling                               | Príncipe                       | [ 54 ]              |
| 2020 | Like a Boss                                | Barret                         |                     |
| 2021 | Cenicienta                                 | Hada madrina                   | [ 55 ]              |
| 2022 | Anything's Possible                        |                                | debut como director |
| 2023 | 80 for Brady                               | Gugu                           | [ 57 ]              |
| 2026 | The Hunger Games: Sunrise Over The Reaping | Magno Stift                    | En rodaje           |

### Televisión
| Año         | Título                                         | Papel          | Notas |
| ----------- | ---------------------------------------------- | -------------- | --- |
| 1998        | Another World                                  | Billy Rush     | Episodios desconocidos |
| 1999        | Shake, Rattle and Roll: An American Love Story | Little Richard | Película de televisión |
| 2004        | Law & Order                                    | Greg Ellison   | Episodio: "Cry Wolf" |
| 2007–12     | So You Think You Can Dance                     | Ejecutante     | 4 episodios |
| 2012        | The Big C                                      | Eric           | Episodio: "Hielo delgado" |
| 2013        | Ley y orden: Unidad de víctimas especiales     | Jackie Walker  | Episodio: "Voces disonantes" |
| 2013        | Land of Lola: Backstage en Kinky Boots         | Anfitrión      | 8 episodios |
| 2014        | Navidad en Rockefeller Plaza                   | Ejecutante     | Especial de televisión |
| 2015        | Billy Porter: Broad & Soul                     | Ejecutante     | Especial de televisión |
| 2016        | The Get Down                                   | DJ Malibu      | Episodio: "Donde hay ruina, hay esperanza para un tesoro" |
| 2018 – 2021 | Pose                                           | Pray Tell      | 25 episodios - Premio Primetime Emmy al mejor actor principal en una serie dramática - Ganador- Premio Televisión Critics' Choice al mejor actor en una serie dramática - Nominado - Premio Globo de Oro al Mejor Actor - Drama de la serie de televisión - Nominado: Premio de la Asociación de Críticos de Televisión por Logro Individual en Drama |
| 2018        | American Horror Story: Apocalypse              | Behold Chablis | 5 episodios |
| 2019        | Saturday Night Live                            | Él Mismo       | Episodio: "David Harbour/Camila Cabello" |
| 2020        | Los Simpson                                    | Desmond (voz)  | Episodio: "Highway To Well" |

### Teatro
Fuentes: Playbill Vault; Base de datos fuera de Broadway
- Miss Saigon, Ensemble/John (u/s), Broadway (1991)
- Grease, Teen Angel, Broadway (1994)
- The Merchant of Venice, Solanio, Off-Broadway (1995)
- Songs for a New World, Performer, Off-Broadway (1995)
- Smokey Joe's Cafe, Performer, Broadway (1995–97)
- Miss Saigon, John (replacement), Broadway (1998–99)
- Jesus Christ Superstar,  Jesus of Nazareth, Helen Hayes Performing Arts Center, Nyack, NY (1998)[61]
- Dreamgirls, James Thunder Early, New York Actors Fund concert (September 2001)[62]
- Radiant Baby, Various, Off-Broadway (2003)
- Topdog/Underdog, City Theatre, Pittsburgh, PA (2004)[63]
- Little Shop of Horrors, Audrey ll (replacement), Broadway (2004)
- Chef's Theater: A Musical Feast, Performer, Off-Broadway (2004)
- Ghetto Superstar, Performer, Off-Broadway (2005) - also playwright
- Birdie Blue, Bam/Little Pimp/Sook/Minerva, Off-Broadway (2005)
- Putting It Together, Performer, New York (2009)
- Angels in America, Belize, Off-Broadway (2010)
- Kinky Boots, Lola, Broadway (2013-2015)
- Kinky Boots, Lola (replacement), Tour (2014)
- HAM: A Musical Memoir, Off-Broadway (2015) - director
- Shuffle Along, or the Making of the Musical Sensation of 1921 and All That Followed, Aubrey Lyles, Broadway (2016)
- White Rabbit Red Rabbit, Off-Broadway (2016)[64]
- Kinky Boots, Lola (replacement), Broadway (2017)

## Premios y nominaciones
| Premio                            | Año  | Categoría                                  | Nominado por                           | Resultado |
| --------------------------------- | ---- | ------------------------------------------ | -------------------------------------- | --------- |
| Broadway.com Audience Awards      | 2013 | Favorite Actor in a Musical                | Kinky Boots                            | Ganador   |
| Critics' Choice Television Awards | 2019 | Mejor actor en serie de drama              | Pose                                   | Nominado  |
| Dorian Awards                     | 2019 | TV Performance of the Year – Actor         | Pose                                   | Ganador   |
| Dorian Awards                     | 2019 | TV Musical Performance of the Year         | "Home" (con Mj Rodríguez y Our Lady J) | Ganador   |
| Drama League Award                | 2013 | Distinguished Performance                  | Kinky Boots                            | Nominado  |
| Drama Desk Award                  | 2013 | Outstanding Actor in a Musical             | Kinky Boots                            | Ganador   |
| Fred and Adele Astaire Awards     | 2013 | Outstanding Male Dancer in a Broadway Show | Kinky Boots                            | Nominado  |
| GLAAD Media Awards                | 2017 | Vito Russo Award                           | Billy Porter                           | Ganador   |
| Gold Derby Awards                 | 2019 | Best Drama Actor                           | Pose                                   | Ganador   |
| Golden Globe Awards               | 2019 | Mejor actor de serie de televisión - Drama | Pose                                   | Nominado  |
| Golden Globe Awards               | 2020 | Mejor actor de serie de televisión - Drama | Pose                                   | Nominado  |
| Golden Globe Awards               | 2022 | Mejor actor de serie de televisión - Drama | Pose                                   | Nominado  |
| Premios Grammy                    | 2014 | Best Musical Theater Album                 | Kinky Boots                            | Ganador   |
| Outer Critics Circle Award        | 2013 | Outstanding Actor in a Musical             | Kinky Boots                            | Ganador   |
| Primetime Emmy Award              | 2019 | Mejor actor - Serie dramática              | Pose                                   | Ganador   |
| Primetime Emmy Award              | 2020 | Mejor actor - Serie dramática              | Pose                                   | Nominado  |
| Primetime Emmy Award              | 2021 | Mejor actor - Serie dramática              | Pose                                   | Nominado  |
| Television Critics Association    | 2019 | Individual Achievement in Drama            | Pose                                   | Nominado  |
| Tony Awards                       | 2013 | Best Actor in a Musical                    | Kinky Boots                            | Ganador   |
| Tony Awards                       | 2022 | Best Musical                               | A Strange Loop                         | Pendiente |